# Sanchoviejo
Sanchoviejo es una entidad de población española del municipio de Aldeatejada, perteneciente a la provincia de Salamanca, en la comunidad autónoma de Castilla y León.

## Historia
Hacia mediados del siglo XIX, el lugar, una alquería ya por entonces perteneciente al municipio de Aldeatejada, tenía contabilizada una población de 8 habitantes. Aparece descrito en el decimotercer volumen del Diccionario geográfico-estadístico-histórico de España y sus posesiones de Ultramar de Pascual Madoz con las siguientes palabras:

SANCHOVIEJO: alq. en la prov. y part. jud. de Salamanca, térm. municipal de Aldeatejada. pobl.: 3 vec., 8 almas.
(Madoz, 1849, p. 730)

En 2023, la entidad singular de población de Sanchoviejo tenía empadronados 2 habitantes, ambos en diseminado.